# Торни (остров)
То́рни (англ. Thorney Island) — остров в Лондоне, на реке Темза, на котором были построены Вестминстерское аббатство и Вестминстерский дворец. Находился в месте впадения в Темзу реки Тайберна. В XIX веке русло Тайберна было убрано под землю, а русло Темзы, разделяющее остров и остальной Вестминстер, засыпали, когда строили набережную Темзы. В настоящее время не существует.
Впервые остров под названием Thorn ait (англосакс. «Остров колючек») упоминается в хрониках времен короля Мерсии Оффы, который хранил в монастыре свои грамоты. Остров описывается как «ужасное место». Своё название он получил из-за большого количества ежевичных кустов, на нём произрастающих.
Во времена Эдуарда Исповедника остров представлял собой «прекрасное место, окружённое плодородными землями и зелёными полями». К этому времени монахи окультурили дикую ежевику и стали выращивать её в садах аббатства, которые существуют до сих пор и являются старейшими садами Лондона.
К XIX веку уровень земли поднялся, и при работах по постройке набережной Темзы было решено засыпать проток между островом и остальным Лондоном. В настоящее время в районе, где была протока, проходит небольшая улица Торни (англ. Thorney street).